# Slitage

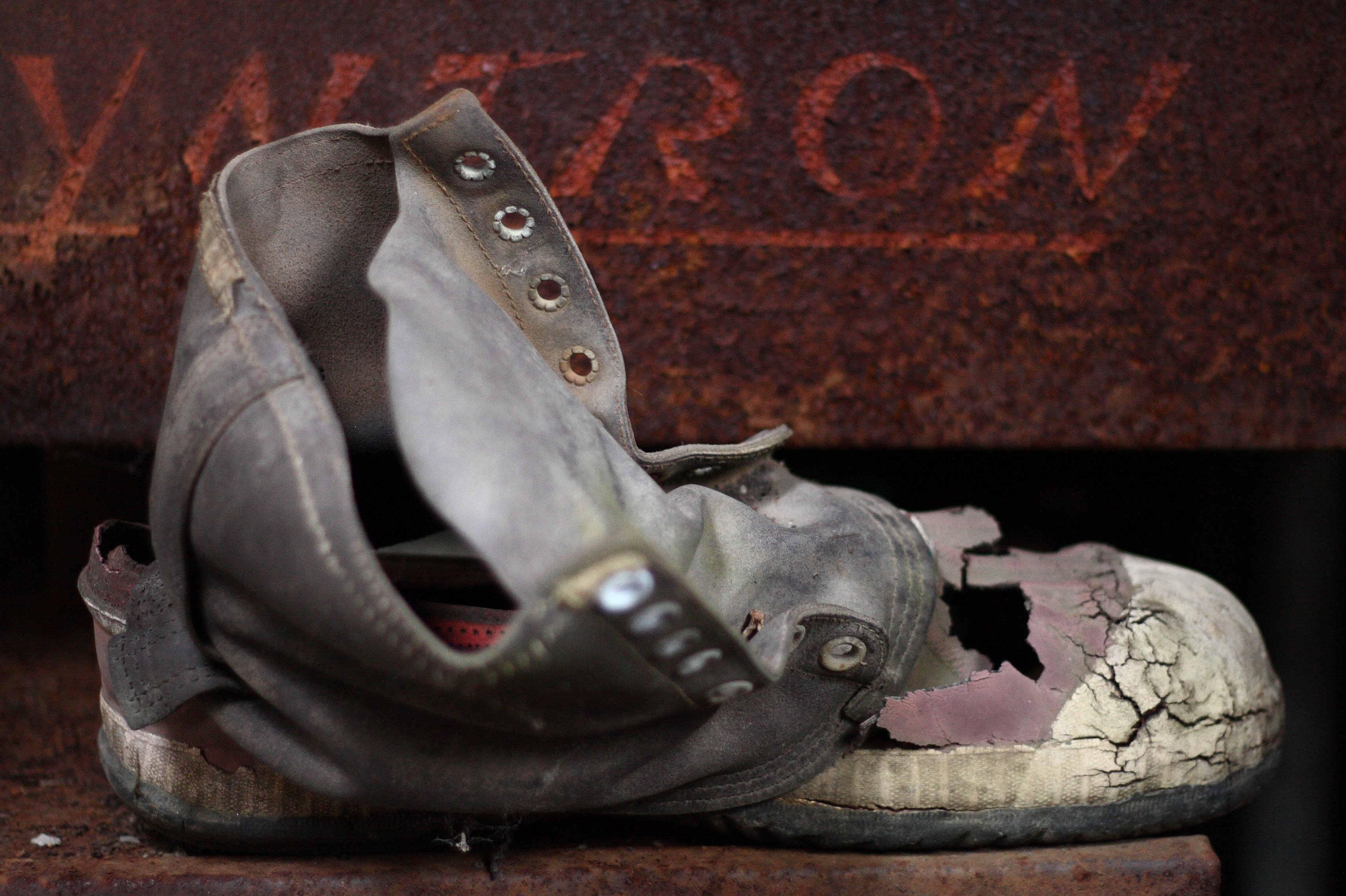
Slitage på en sko.

Slitage är en förslitning, nötning eller försämring av något fysiskt, vanligen till följd av användning.